# Марк, Хейнрик
Хе́йнрих Марк (эст. Heinrich Mark; 1911 — 2004, Стокгольм) — эстонский государственный и политический деятель, исполняющий обязанности, затем премьер-министр правительства Эстонии в изгнании с полномочиями президента в 1971—1990 годах. Был последним главой Эстонии в изгнании, поскольку в 1991 году была восстановлена государственная независимость Эстонии.
Почётный член Эстонского литературного общества. Почётный доктор права Тартуского университета (1998).

## Биография
Окончил педагогическую семинарию в Тарту. В 1933—1938 годах учился на юридическом факультете Тартуского университета. Юрист.
В 1933—1938, 1940—1941, 1941—1942 годах учительствовал в начальных школах Таллина. В 1939 году был избран городским советником г. Тарту. В 1940 году работал поверенным у барристера в Тарту.
В 1941—1943 годах занимался адвокатурой в Таллине. В 1940 году, после присоединения Прибалтики к СССР, некоторое время был секретарём Тартуского университета. В том же году баллотировался в Рийгикогу от оппозиционного Союза трудового народа Эстонии, но был исключен из списка кандидатов. Позже скрывался в Эстонии, эмигрировал в Финляндию в 1943 году, где был одним из организаторов эстонского бюро (эстонской эмиграционной организации) и помощником главного редактора «Malevlane» (газеты для эстонцев в финской армии).
Через год переехал в Швецию и поселился в Стокгольме. Активно участвовал в деятельности иммиграционных властей Эстонии. Работал ассистентом Государственной комиссии по делам иностранцев.
В 1945—1956 годах — председатель рабочей группы, занимавшейся школами Комитета Эстонии.
С 1954—1975 годах — руководитель бюро и помощник председателя Комитета Эстонии, в 1975—1982 гг. — председатель, с 1982 года — почётный председатель Комитета Эстонии.
В 1951—1979 годах Г. Марк занимал пост генерального секретаря Национального совета Эстонии. В 1953—1971 годах был государственным секретарём, в 1971—1990 гг. — заместителем премьер-министра и министром обороны правительства Эстонии в изгнании.
Исполнял обязанности премьер-министра правительства Эстонии в изгнании в 1971—1990 годах, в 1990 — 1992 годах — премьер-министр правительства Эстонии в изгнании с полномочиями президента.
Руководитель государства Хенрик Марк закончил работу правительства в изгнании, когда передал свои верительные грамоты избранному президенту Эстонии Леннарту-Георгу Мери, который 8 октября 1992 года выступил с заявлением, поблагодарив правительство Эстонии в изгнании за то, что оно было хранителем правовой преемственности эстонского государства.
Умер в Стокгольме. Его прах был кремирован, а пепел развеян над кладбищем Скугсчюркогорден.

## Награды
- Орден Государственного герба 2 класса
- Большой крест Ордена Заслуг перед Республикой Польша